# Przewodniczący Sejmu Litwy
Przewodniczący Sejmu Republiki Litewskiej – poniższa lista przedstawia wszystkich Przewodniczących Sejmu Litwy (odpowiedników Marszałków Sejmu w Polsce) na przestrzeni lat. 

## Pierwsza Republika (1920–1940)
| #   | Imię i Nazwisko         | Portret | Kadencja          | Kadencja          | Partia polityczna | Partia polityczna |
| #   | Imię i Nazwisko         | Portret | Od                | Do                | Partia polityczna | Partia polityczna |
| --- | ----------------------- | ------- | ----------------- | ----------------- | ----------------- | ----------------- |
| 1   | Aleksandras Stulginskis |         | 15 maja 1920      | 13 listopada 1922 |                   | LKDP              |
| 2   | Leonas Bistras          |         | 21 listopada 1922 | 5 czerwca 1923    |                   | LKDP              |
| 3   | Antanas Tumėnas         |         | 5 czerwca 1923    | 30 czerwca 1923   |                   | LKDP              |
| 4   | Justinas Staugaitis     |         | 10 lipca 1923     | 27 stycznia 1925  |                   | LKDP              |
| (2) | Leonas Bistras          |         | 27 stycznia 1925  | 25 września 1925  |                   | LKDP              |
| 5   | Vytautas Petrulis       |         | 25 września 1925  | 9 lutego 1926     |                   | LKDP              |
| 6   | Jonas Staugaitis        |         | 9 lutego 1926     | 5 marca 1926      |                   | LVLS              |
| (4) | Justinas Staugaitis     |         | 5 marca 1926      | 2 czerwca 1926    |                   | LKDP              |
| (6) | Jonas Staugaitis        |         | 2 czerwca1926     | 19 grudnia 1926   |                   | LVLS              |
| 7   | Aleksandras Stulginskis |         | 19 grudnia 1926   | 12 kwietnia 1927  |                   | LKDP              |
| 8   | Konstantinas Šakenis    |         | 1 września 1936   | 1 lipca 1940      |                   | LTS               |
| 9   | Liudas Adomauskas       |         | 21 lipca 1940     | 25 sierpnia 1940  |                   | LKP               |

## Druga Republika (1990-)
| #   | Imię i Nazwisko           | Portret | Kadencja             | Kadencja             | Partia polityczna | Partia polityczna |
| #   | Imię i Nazwisko           | Portret | Od                   | Do                   | Partia polityczna | Partia polityczna |
| --- | ------------------------- | ------- | -------------------- | -------------------- | ----------------- | ----------------- |
| 1   | Vytautas Landsbergis      |         | 11 marca 1990        | 25 listopada 1992    |                   | Sąjūdis           |
| 2   | Algirdas Brazauskas       |         | 25 listopada 1992    | 25 lutego 1992       |                   | LDDP              |
| 3   | Česlovas Juršėnas         |         | 25 listopada 1992    | 25 listopada 1996    |                   | LDDP              |
| (1) | Vytautas Landsbergis      |         | 25 listopada 1996    | 18 października 2000 |                   | TS-LKD            |
| 4   | Artūras Paulauskas        |         | 19 października 2000 | 6 kwietnia 2004      |                   | NS                |
| −   | Česlovas Juršėnas         |         | 6 kwietnia 2004      | 12 lipca 2004        |                   | LSDP              |
| (4) | Artūras Paulauskas        |         | 12 lipca 2004        | 11 kwietnia 2006     |                   | NS                |
| −   | Vydas Gedvilas            |         | 11 kwietnia 2006     | 13 kwietnia 2006     |                   | DP                |
| 5   | Viktoras Muntianas        |         | 13 kwietnia 2006     | 1 kwietnia 2008      |                   | PDP               |
| (3) | Česlovas Juršėnas         |         | 1 kwietnia 2008      | 17 listopada 2008    |                   | LSDP              |
| 6   | Arūnas Valinskas          |         | 17 listopada 2008    | 15 września 2009     |                   | LiCS              |
| 7   | Irena Degutienė           |         | 15 września 2009     | 14 września 2012     |                   | TS-LKD            |
| 8   | Vydas Gedvilas            |         | 14 września 2012     | 3 października 2013  |                   | DP                |
| 9   | Loreta Graužinienė        |         | 3 października 2013  | 14 listopada 2016    |                   | DP                |
| 10  | Viktoras Pranckietis      |         | 14 listopada 2016    | 13 listopada 2020    |                   | LVŽS              |
| 11  | Viktorija Čmilytė-Nielsen |         | 13 listopada 2020    | 14 listopada 2024    |                   | LRLS              |
| 12  | Saulius Skvernelis        |         | 14 listopada 2024    | nadal                |                   | LV                |